# Corona (Dakota Południowa)
Corona – miasto w Stanach Zjednoczonych, w stanie Dakota Południowa, w hrabstwie Roberts.